# Wolfram Thiem
Wolfram Thiem (12 de junio de 1956-22 de julio de 2011) fue un deportista alemán que compitió para la RFA en remo. Ganó tres medallas en el Campeonato Mundial de Remo entre los años 1977 y 1979.

## Palmarés internacional
| Campeonato Mundial | Campeonato Mundial        | Campeonato Mundial | Campeonato Mundial |
| Año                | Lugar                     | Medalla            | Prueba             |
| ------------------ | ------------------------- | ------------------ | ------------------ |
| 1977               | Ámsterdam (Países Bajos)  | Medalla de plata   | Cuatro con timonel |
| 1978               | Cambridge (Nueva Zelanda) | Medalla de plata   | Cuatro con timonel |
| 1979               | Bled (Yugoslavia)         | Medalla de bronce  | Cuatro con timonel |